# 林中小屋 (2014年电影)
《林中小屋》（英語：The Cabin in the Mountain），中国大陆悬疑片、犯罪片，导演和编剧都是邓特希，主演王宗尧、李昕岳、石咏莉、杜奕衡、雨侨、裴殷、魏玉海、谷尚蔚。

## 剧情
情人节来临，“华伟”在越南的山林里度假，邀请朋友参加其生日宴会，同时给女友“娜娜”求婚，但是朋友在路途中撞死了一个女人和她的女儿，并且抛下她们匆匆逃匿了。当他们来到华伟住的越南山林小屋，华伟已经被殺害，而那对母女的丈夫开始对他她们实施报复。

## 演出
- 王宗尧 出演 健明
- 李昕岳 出演 娜娜
- 杜奕衡 出演 震邦
- 雨侨 出演 美瑾
- 裴殷 出演 柏芝
- 石咏莉 出演 海滴
- 魏玉海 出演 家杰
- 谷尚蔚 出演 仁保

## 制作和发行
该片中的演员大多都是《喜爱夜蒲》系列电影中的主角。该片有香港知名女演员“雨侨”的激情戏。
2014年1月22日，该片的预告吧在广州市发布。
该片由珠江影业传媒股份有限公司、北京东方画面影业有限公司、北京美亚长城传媒有限公司共同制作，北京美亚华天下电影发行有限公司单独发行。